# Nikolai Kusmitsch Abramow
Nikolai Kusmitsch Abramow (russisch Николай Кузьмич Абрамов; * 10. Dezember 1933 in Truschnino, Oblast Pensa; † 2003) war ein russischer Leichtathlet, der sich auf den Langstreckenlauf spezialisiert hatte und für die Sowjetunion antrat.

## Karriere
Bei den Olympischen Spielen 1964 in Tokio belegte Abramow mit 2:27:09,4 h den 26. Platz hinter Pavel Kantorek aus der Tschechoslowakei.
Nikolai Abramow war der erste Teilnehmer der Olympischen Spiele aus der Oblast Pensa. 1964 war er Sowjetischer Vizemeister.